# Tóth Zoltán (labdarúgó, 1938)
Tóth Zoltán (Jánosháza, 1938. november 6. – Szombathely, 2000. január 9.) válogatott labdarúgó, balszélső.

## Pályafutása

### Klubcsapatban
1957-ig szülőfaluja csapatában, a Jánosházi VM-ben szerepelt. 1957 és 1968 között a Szombathelyi Haladás labdarúgója volt. 81 élvonalbeli bajnoki mérkőzésen 10 gólt szerzett. 1968-ban fejezte be az aktív labdarúgást.

### A válogatottban
1960-ban 1 alkalommal szerepelt a válogatottban. Egyszeres ifjúsági válogatott (1957), kétszeres egyéb válogatott (1960–63), egyszeres B-válogatott (1962), egyszeres utánpótlás válogatott (1962).

## Sikerei, díjai
- Magyar bajnokság
  - 10.: 1968

## Statisztika

### Mérkőzése a válogatottban
| Magyarország | Magyarország      | Magyarország             | Magyarország | Magyarország | Magyarország | Magyarország | Magyarország | Magyarország |
| #            | Dátum             | Helyszín                 | Hazai        | Eredmény     | Vendég       | Kiírás       | Gólok        | Esemény      |
| ------------ | ----------------- | ------------------------ | ------------ | ------------ | ------------ | ------------ | ------------ | ------------ |
| 1.           | 1960. október 30. | Brüsszel, Heysel-stadion | Belgium      | 2 – 1        | Magyarország | barátságos   | -            |              |
|              | Összesen          |                          |              | 1            | mérkőzés     |              | 0            | gól          |